# Электрошок (книга)
«Электрошок» (фр. Électrochoc) — автобиография Лорана Гарнье (музыканта, диджея, радиоведущего, продюсера и совладельца лейбла F-Communications) написанная в соавторстве с журналистом Давидом Бреном-Ламбером, в 2003 году опубликована издательством Flammarion. В 2013 году было выпущено второе, дополненное и расширенное издание. 
Книга отражает историю техно-культуры, клубную жизнь Европы и Америки, ключевые моменты, культовые фигуры, рейвы, Техно- и Лав-парады, отношения с властями, бандитами, лейблами-мейджорами, а также хаус, техно, транс, хардкор, нью-бит, хип-хоп, секреты диджейского мастерства и многое, многое другое. Издание Mirror назвало книгу Гарнье - обязательной для чтения всем любителям музыки.
В ноябре 2005 года Издательский Дом «Флюид» выпустил книгу «Электрошок» на русском языке — ISBN 5-98358-093-0.
29 октября 2005 года в Москве, во Французском культурном центре состоялась презентация российского издания книги, где помимо самого Лорана Гарнье присутствовали Кристиан Поле (директор клуба Rex, резидентом которого является Гарнье) и Эрик Моран (соучредитель лейбла F-Communications). Также Лоран Гарнье отыграл специальный посвящённый этому шестичасовой сет в клубе Город (г. Москва).

## «Электрошок. Полная версия 1987—2013»
Расширенное и дополненное издание «Электрошока» вышедшее на французском языке в 2013 году. В дополнительных восьми главах Лоран Гарнье рассказывает о том, какие изменения произошли не только в его творческой жизни, но и в электронной музыке и клубной культуре в целом. О том, какие появились новые направления, стили, какие артисты повлияли на мировую танцевальную культуру. Зарождение и триумф дабстепа, Берлин — как клубная столица мира, технологические потрясения и расцвет социальных сетей, возникновение такого понятия как EDM и рассвет французской электронной сцены.
На русском языке книга была выпущена 1 декабря 2014 года издательством «Белое яблоко». В российской версии сохранена оригинальная верстка французского издания.
11 декабря 2019 года издательство «Белое яблоко» объявило о выходе дополнительного тиража 2000 книг. В книге указано, что весь плейлист «Электрошока» доступен на сайте Лорана.

## Экранизация
По мотивам книги Электрошок Лоран Гарнье планирует выпустить фильм. Он говорит: «Мы уже 7 лет работаем над тем чтобы выпустить фильм. Мы проходим все сложности, связанные с кинематографом, от самофинансирования до необходимости найти дистрибьютора. Пока что самое сложное – это подписание договоров.»